# Hammel
Hammel är en ort i Jylland i Danmark, cirka 25 kilometer nordväst om Århus. Orten har 7 005 invånare (2017) och ligger i Favrskovs kommun i Region Mittjylland. Före kommunreformen 2007 var den huvudort i Hammels kommun.
Hammels tidiga historia hänger intimt ihop med det närbelägna slottet Frijsenborg. Orten var mellan 1901 och 1956 en stationsort på Hammelbanen mellan Århus och Thorsø. I dag är den en pendlingsförort till Århus.
Hammels kyrka är från 1100-talet. Orten har vindkraftsindustri.